# António Reis (Regisseur)
António Ferreira Gonçalves dos Reis (* 27. August 1927 in Valadares (Vila Nova de Gaia); † 10. September 1991 in Lissabon) war ein portugiesischer Filmregisseur, Drehbuchautor und Lyriker.

## Leben
Nach dem Besuch des Gymnasiums in Porto widmete er sich intensiv dem autodidaktischen Studium der Schönen Künste. In den 1950er Jahren wurde er Mitglied im Filmklub Cineclube do Porto und wandte sich, erneut autodidaktisch, dem Film zu.
Im Laufe der 1960er Jahre wurde er langsam in intellektuellen Kreisen bekannter, im Zusammenhang mit Lyrik und Film gleichermaßen. Er war Assistent für Manoel de Oliveira in Acto da Primavera (1963) und schrieb das Drehbuch für „Das Leben ändern“ (Mudar de Vida) (1966, Regie Paulo Rocha).
1967 erschien mit Poemas Quotidianos (Portugiesisch für: „Alltagsgedichte“) sein wichtigstes Buch, eine Neuauflage seiner zwei ersten Lyriksammlungen aus den 1950er Jahren. Seine meist kurzen, betont einfach gehaltenen Gedichte beobachten alltägliche Situationen alltäglicher Menschen. Daneben schrieb er auch Essays für Publikationen wie Vértice und Notícias do Bloqueio, aber auch in Zeitungen wie O Comércio do Porto und Jornal de Notícias.
1973 drehte er mit dem Kurzfilm Jaime seine erste Regiearbeit, nachdem zwei vorangegangene kleine Dokumentarfilme weitgehend unbemerkt geblieben sind. Im Folgejahr erschienen, erregte er hier erstmals die Aufmerksamkeit der Kritik (João César Monteiro nannte den Film im Cinéfilo vom 20. April 1979 „einen der schönsten Filme der Kinogeschichte“). Als Ton- und Schnittassistentin wirkte hier die Psychiaterin Margarida Cordeiro mit. Sie arbeiteten fortan zusammen bei Regiearbeiten.
Reis lehrte danach im 1971 eingeführten Filmlehrgang des Conservatório Nacional (heute Escola Superior de Teatro e Cinema). Er wurde dort ein bedeutender Lehrer und tat sich als Protagonist eines modernen Filmverständnisses hervor, wofür er viel Anerkennung unter den Filmschaffenden erhielt.
1976 erschien mit Trás-os-Montes seine wichtigste Regiearbeit, wieder zusammen mit seiner Frau. Der Film bestach durch seine dokumentarische, von tiefem Respekt durchzogene Darstellung der uralten, von der Bevölkerung lebendig gehaltenen Traditionen in der Region Trás-os-Montes, Heimat seiner Frau und ihm selbst seit seiner Mitarbeit 1962 an Oliveiras Acto da Primavera vertraut. Die nüchternen, majestätisch wirkenden Bilder erzeugen einen poetischen Film. Die lokale Bevölkerung empfand die Darstellung ihrer Region als rückschrittlich und negativ und lehnte den Film ab, die internationale Kritik jedoch lobte das Werk für seine Bilder und seinen ethnologischen Wert als ein Kunstwerk der Visuellen Anthropologie. Der Film, in dem Spielfilm und Dokumentation verschwimmen, wurde auch international prämiert und gilt als ein innovativer, ethnologisch ausgerichteter Vertreter des Neuen Portugiesischen Films, insbesondere für die Filme, die nach einer neuen nationalen Identität nach der Nelkenrevolution 1974 und der damit abgeschüttelten, langen Estado Novo-Diktatur suchten.
In den 1980er Jahren trat Reis gelegentlich auch als Schauspieler auf, jedoch nur mit kleinen Freundschaftsdiensten wie in Botelhos „Ein portugiesischer Abschied“ (1985) oder in Lopes’ Matar Saudades (1988).
Er starb am 10. September 1991 aus unbekannten Gründen.
Das Portugiesische Kino betrauerte den Verlust eines ihrer innovativsten Mitwirkenden.
Sein Tod bedeutete auch das Ende der Regiearbeit vom Margarida Cordeiro.
Seine letzte verbliebene Tochter, Ana Reis, ist seit 1999 Schriftstellerin und zeitgenössische Komponistin.

## Filmografie
| - 1945: José do Telhado, Regie: Armando de Miranda - 1963: Painéis do Porto (Gedicht), auch Regie (Kurzfilm, Dokumentation) - 1966: Das Leben ändern (Mudar de Vida), Regie: Paulo Rocha - 1974: Festa, Trabalho e Pão em Grijó de Parada (Gedicht), Regie: Manuel Costa e Silva (Kurzfilm, Dokumentation) - 1976: Trás-os-Montes, auch Regie, mit Margarida Cordeiro - 1982: Ana, auch Regie, mit Margarida Cordeiro - 1986: Raul Proença, Regie: José Elyseu (Fernsehfilm) - 1989: Die Sandrose (Rosa de Areia), auch Regie, mit Margarida Cordeiro | - 1963: Painéis do Porto, auch Drehbuch (Gedicht) (Kurzfilm, Dokumentation) - 1966: Do Rio ao Céu (Kurzfilm, Dokumentation) - 1974: Jaime (Kurzfilm, Dokumentation) - 1976: Trás-os-Montes, mit Margarida Cordeiro, auch Drehbuch - 1982: Ana, mit Margarida Cordeiro, auch Drehbuch - 1989: Die Sandrose (Rosa de Areia), mit Margarida Cordeiro, auch Drehbuch |

## Lyrik
- 1957: Poemas Quotidianos
- 1959: Novos Poemas Quotidianos
- 1967: Poemas Quotidianos (mit beiden vorherigen Bänden 2017 erneut veröffentlicht)